# Avenida Rio Branco (Florianópolis)
A Avenida Rio Branco é uma avenida de Florianópolis, Santa Catarina. É uma das mais importantes vias do Centro, atravessando o bairro no sentido leste-oeste, indo da Praça Getúlio Vargas a Rua Felipe Schmidt, já próxima ao Parque da Luz.

## Histórico
A avenida foi finalizada em 1965, ligando o antigo bairro do Mato Grosso, que ficava na região da Praça Getúlio Vargas, até a Ponte Hercílio Luz, único acesso entre ilha e continente até então. que era acessada pela Rua Felipe Schmidt. Inicialmente fica entre as ruas Nereu Ramos e Esteves Júnior, e mais tarde foi estendida até a rua Padre Roma. Em 1965 os trechos inicial e final foram implantados e a avenida ganhou o comprimento atual. A expansão final da Rio Branco faz parte de um processo de avanço urbano no Centro, substituindo as antigas chácaras do Mato Grosso por prédios.

## Características
Possui duas pistas de rolamento com quatro faixas cada, sendo uma das poucas vias leste-oeste do bairro com essa característica, funcionando com uma avenida central para o Centro. Possui um comércio local ativo, com bares, restaurantes, hoteis, lojas e um supermercado. A Policlínica do Centro também fica na Rio Branco. As principais ruas que cruzam a Rio Branco são a Nereu Ramos e a Esteves Junior, além da Avenida Othon Gama d'Eça, que cumpre a mesma função de avenida central no sentido norte-sul.